# Ян Рулевський
Ян Рулевський (пол. Jan Rulewski; 18 квітня 1944, Бидгощ) — польський профспілковий діяч і політик, один з лідерів руху Солідарність. У 1980—1981 роках — голова страйкового комітету та регіонального профцентру у Бидгощі. Представляв радикальне крило «Солідарності», орієнтоване на конфронтацію з владою, брав участь у силових конфліктах. За воєнного стану 1981—1983 років інтерновано, потім заарештовано, але звільнено за амністією. У Третій Речі Посполитій — депутат сейму та сенатор від Громадянської платформи. Соціальний ліберал, активний антикомуніст. Подібно до Леха Валенси, характеризується як «легенда Солідарності».

## Ранні конфлікти з владою
Народився у сім'ї муляра, наймолодший з трьох дітей. Закінчив інженерне училище у Бидгощі. У 1963—1965 роках навчався у варшавській Військово-технічній академії. Відрізнявся незалежним різким і прямолінійним характером. З ранньої юності виявляв відверту ворожість до урядущої компартії ПОРП і державного устрою ПНР.
Ян Рулевський відкрито висловлював антикомуністичні погляди, закликав бойкотувати вибори до сейму ПНР. У 1965 році виключено з академії за «антисоціалістичну пропаганду», відправлений на військову службу до дисциплінарного батальйону. Зробив спробу спробував нелегально перебратися до ФРН, 15 серпня 1965 року заарештовано на території ЧСР і депортований чехословацькою владою до Польщі. Постав перед судом Варшавського військового округу, у березні 1966 року засуджено до п'яти років позбавлення волі. Відбував ув'язнення в Щецині. Звільнений за амністією у липні 1969 року.

Працював у Бидгощі на велозаводі, металургійному комбінаті, конструктором парогазових установок. На велосипедному заводі Romet інженер Рулевський мав винахідницький патент, відзначався як раціоналізатор. У 1974—1980 роках голова профкому велозаводу.
|   | Такі люди як інженер Рулевський були нерозв'язною загадкою для теоретиків «наукового комунізму». Звичайнісінького собі пролетарського походження, який пізнав потребу. Талановитий технік, вроджений виробничник. Людина індустріального складу, колективіст за вдачею. І при всьому тому - лютий, непримиренний антикомуніст. |
| — | |

## Фундаменталіст «Солідарності»

### На чолі незалежного профцентру
У серпні 1980 року Ян Рулевський негайно приєднався до страйкового руху. За його ініціативою офіційна профорганізація велозаводу Romet підтримала вимоги гданських страйкарів. За антикомуністичний радикалізм своїх виступів 25 серпня 1980 року Рулевського заарештовано, але швидко звільнено на вимогу робітників. 28 серпня брав участь у створенні бидгощского Міжзаводського страйкового комітету (MKS). 4 вересня обрано головою МКС; 5 липня — головою створеної на основі MKS Бидгощської регіональної організації профспілки Солідарність.

Ян Рулевський займав у «Солідарності» радикальну — «фундаменталістську» — позицію. Поряд з такими діячами, як Мар'ян Юрчик, Анджей Гвязда, Северин Яворський, Анджей Розплоховський, Рулевський був прихильником рішучої конфронтації з ПОРП. З усіх діячів «Солідарності» саме Рулевський зазнав найбільш жорсткої критики у радянській пресі як «кримінальний злочинець» і «профбос-неофашист».
|   | Кредо було елементарним і прямолінійним: не зволікаючи ні дня, зараз же, йти на озброєний штурм соціалістичної держави, попри жодні нюанси внутрішньої та міжнародної ситуації. |
| — | |

На відміну від більшості лідерів ранньої «Солідарності», Ян Рулевський від початку виступав як непримиренний антикомуніст й однозначний противник реального соціалізму. При цьому він відкидав і демократичний соціалізм як «систему гальмування економічного розвитку». Не приховував своїх ліберальних переконань в економіці та політиці. Жорстко конфліктував з воєводським комітетом ПОРП, на чолі якого стояв перший секретар Генрик Беднарський.
Бидгощська організація ПОРП явно програвала протистояння з профцентром Рулевського. За період з серпня 1980 до грудня 1981 року воєводська парторганізація втратила до 10 % членського складу (значна більшість з них були заводські робітники). Серйозні конфлікти виникали, зокрема, через вимоги надати партійні й адміністративні будівлі під лікарні, поліклініки, школи та дитячі садки. У деяких випадках тиск «Солідарності» досягав результату, приміщення звільнялися під соціальні потреби. У місті Накло-над-Нотецен партійний секретар Адам Кнела та голова міської адміністрації Станіслав Граєк приязні до «Солідарності» вчинили так добровільно.

### Бидгощська провокація та Всепольський страйк
19 березня 1981 року у воєводській раді Бидгоща готувалося питання про легалізацію незалежної профспілки селян Сільська Солідарність. Попередні переговори провадив Ян Рулевський. Бидгощський віцевоєвода Роман Бонк гарантував обговорення, а воєводський комендант міліції Юзеф Коздра гарантував безпеку представникам «Солідарності» та селянського страйкового комітету. Однак влада за прямою вказівкою центрального партійного керівництва та МВС запланувала та здійснила силову операцію проти опозиції.

Раптова відмова обговорювати цей пункт порядку денного зустріла різкий протест Рулевського. Міліція та наряд ЗОМО під командуванням майора Генрика Беднарека атакувала делегацію «Солідарності». Рулевський був головним об'єктом міліцейської атаки та зазнав побиття.
|                                                                        | Пам'ятаю одного офіцера міліції, який був особливо активним. Весь час повторював: «Досить Рулевського!» Це було не випадково. |
| — Антоній Токарчук, віцеголова Бидгощського профцентру «Солідарності», | |

Бидгощські події викликали масове обурення, створили гостру політичну кризу та призвели до всепольського чотиригодинного попереджувального страйку 27 березня 1981 року. У страйку брали участь, за різними оцінками, від 13 до 17 мільйонів (більше, ніж перебувало у «Солідарності»), вона стала однією з найбільших в історії світового страйкового руху.
|                  | Партійна влада переконалася: за нею немає нічого, окрім насильства. І це побачили усі. Загальне усвідомлення з часом призвело до перемоги над брехнею та насильством. |
| — Ян Рулевський, | |

Після попереджувального страйку влада дала згоду легалізувати «Сільську Солідарність», визнала необ'єктивним висвітлення Бидгощських подій у партійно-державній пресі й обіцяла розслідувати міліцейське побиття. 17 квітня 1981 року Рулевський від імені Всепольської комісії «Солідарності» підписав відповідні угоди з урядом ПНР.
Інцидент 19 березня 1981 року надав Яну Рулевському не тільки всепольську, а й світову популярність. Громадський інтерес до Бидгощського березня та ролі Яна Рулевського у протистоянні зберігається у Польщі протягом десятиліть.

### Кандидат у голови
Бидгощська криза різко підвищила політичну значущість постаті Яна Рулевського. Він став уособленням протистояння та виступав у «Солідарності» як ідеолог і практик радикальної позиції. «Партійний бетон» ПОРП і радянська пропаганда стали сприймати Рулевського як вкрай небезпечного супротивника, провідного лідера «екстремістів». Сам він своїми виступами постійно зміцнював цю репутацію. У липні 1981 року, перед IX надзвичайним з'їздом ПОРП, Рулевський пропонував оголосити страйк 14-го числа, у день відкриття партз'їзду. Ця ідея видалася настільки конфронтаційною, що навіть Владислав Фрасинюк висунув проєкт резолюції з її засудженням. Врегулювати внутрішній конфлікт насилу вдалося Каролю Модзелевському.
Рулевського звинувачували у «розв'язуванні антикомуністичного морального терору», у «захопленні вулиці», у плануванні створення бойових дружин. Згодом він пояснив, що мав на увазі лише охорону публічних заходів «Солідарності», проте партійна влада та міліцейське начальство приписували йому задуми фізичних розправ над комуністами та міліціонерами. Серед «аргументів» була, зокрема, проведена профспілкою історична реконструкція повстання Костюшка, учасники якої вийшли з вилами та косами. Водночас у Бидгощі робилися спроби створити регіональну структуру дружньої «Солідарності» незалежної профспілки працівників міліції.
На І з'їзді «Солідарності» (вересень-жовтень 1981 року) Ян Рулевський балотувався на посаду голови профспілки. Він виступав з програмою радикального протистояння комуністичній владі.
|                  | Я заявляю з цієї трибуни, що компроміс — це не шлях «Солідарності». «Солідарність» має, як величезний молот, розбивати тоталітарну систему. |
| — Ян Рулевський, | |

Рулевський наголосив також на проблематиці прав людини й економічної реформи. Він вимагав громадського контролю над виконанням Гельсінських угод, підписаних ПНР. В економічній сфері пропонував трудове акціонування підприємств, поширення власності працівників.
Однак більшість голосів на виборах голови отримав Лех Валенса, який посідав найбільш помірну позицію з усіх кандидатів. За Яна Рулевського проголосували 52 делегати (приблизно 6,6 %). За підсумками з'їзду Рулевський став членом керівного органу «Солідарності» — президії Всепольської комісії з восьми осіб.

### Груднева позиція
До осені 1981 року відносини між «фундаменталістським» крилом і головою «Солідарності» різко ускладнилися. Рулевський продовжував наполягати на загальному політичному страйку та відкритому мирному повстанні. Маси членів «Солідарності» вимагали активного виступу і Рулевський виступав виразником цих настроїв. Валенса ще намагався досягти угоди з керівництвом ПОРП.
Я. Рулівський: Ти хочеш зробити подарунок голові ради міністрів у вигляді упокорених страйків?

Л. Валенса: Твою програму я давно знаю Захопити Гданськ, Гдиню, Сопот. Я цього не дозволю зробити. Нас тоді легко розігнати. Цього хочеш?
Ян Рулевський закликав формувати структури, здатні до оперативного перехоплення влади на момент зіткнення «Солідарності» з панівним режимом. 3 грудня 1981 року у Радомі зібралася президія Всепольської комісії. Рулевський запропонував висловити недовіру уряду Ярузельського. Хід наради таємно записувався апаратурою для прослуховування Службою безпеки ПНР (СБ) і був опублікований у пресі ПОРП. Проти Рулевського висунуто політичне звинувачення у планах силового захоплення влади. На засіданні Всепольської комісії у Гданську 11 грудня 1981 року Рулевський вніс нову пропозицію: ініціювати загальнонаціональний референдум про політичну систему та сформувати тимчасовий уряд до майбутніх вільних виборів.

## Під час воєнного стану. Переслідування й амністія
При запровадженні воєнного стану 13 грудня 1981 року Рулевського затримано у Сопоті агентами СБ, після чого інтерновано. На пленумі Бидгощського воєводського комітету ПОРП 7 січня 1982 року під головуванням секретаря Зенона Жмудзинського уповноважений Політбюро Єжи Шукала заявив: «Якби не воєнний стан, введений за п'ять хвилин до дванадцятої години, то не ми сиділи б у цій залі, а зовсім інші — й інша організація. Чи не товариш Жмудзиньський головував би за цим столом, а… ваш Ян, як його прізвище?.. І зовсім інший прапор висів би тут».
У спеціальних центрах ув'язнення під Варшавою залишався до припинення воєнного стану наприкінці 1982 року. У 1983 році заарештовано знову — у складі невеликої групи опозиційних активістів, які становили особливу небезпеку для влади. Виступав з протестами, тримав голодування, вимагав статусу політв'язня, різко заперечував проти утримання разом з карними злочинцями.
Планувалося проведення політичного процесу над «фундаменталістами Солідарності» та лідерами Комітету оборони робітників. Передбачалося, що перед судом постануть Ян Рулевський, Мар'ян Юрчик, Северин Яворський, Анджей Гвязда, Анджей Розплоховський, Яцек Куронь, Адам Міхнік, Кароль Модзелевський, Генрик Вуєць, Гжегож Палька. Проте від цього плану владі довелося відмовитись під загрозою масових протестів. Від пропозиції емігрувати опозиціонери також відмовилися. Підпільна «Солідарність» випустила у 1984 році серію поштових марок з зображеннями політв'язнів, зокрема Яна Рулевського.
У серпні 1984 року Ян Рулевський, як й інші лідери профспілки, звільнено за амністією. Повернувся до Бидгоща, знову працював на Romet. Співпрацював з підпільними структурами «Солідарності». У червні 1985 року звільнено за організацію страйку. До 1989 року працював таксистом у Бидгощі.
Ян Рулевський товаришував з Єжи Попелушком, не раз зустрічався з ним, приймав у своєму будинку. Він був одним з останніх, хто бачив Попелушка живим, перед його трагічною загибеллю 19 жовтня 1984 року. Головного з вбивць Попелушка, капітана держбезпеки Пйотровського, Рулевський згодом характеризував як «не як фанатика, а як кар'єриста».
Стеження СБ за Яном Рулевським тривало багато років і припинилося лише 18 грудня 1989 року.

## Політик у новій Польщі

### Зміна системи
Навесні 1988 року Ян Рулевський активно приєднався до нової протестної хвилі. У переговорах 1989 року між керівництвом ПНР і «Солідарністю»: Переговори у Магдаленці та Круглий стіл, участі не брав, вважаючи надмірними поступки з боку опозиції. Подібно до інших «фундаменталістів», він вбачав у таких компромісах і неприпустиме порушення моральних принципів.
|                  | Я не міг би подати руки Кіщаку. |
| — Ян Рулевський, |                                 |

Однак, на відміну від крайніх радикалів (подібних до Анджея Гвязди), Рулевський визнав легітимність нової державної системи та включився в офіційний політичний процес. Згодом він визнав політичну доцільність Круглого столу та оцінив його як перемогу «Солідарності».

### Внутрішньополітичні позиції

#### Партії та вибори

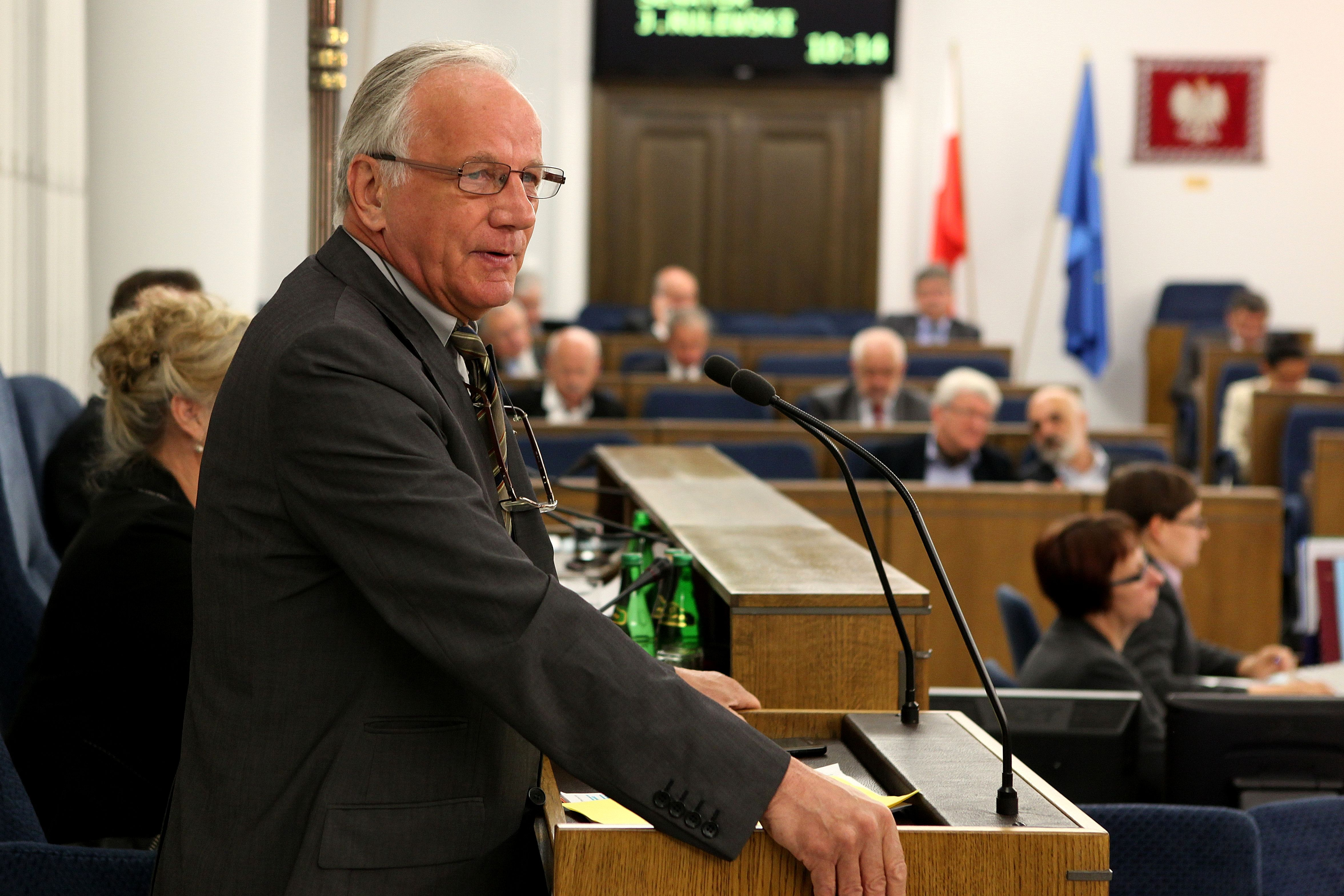
Ян Рулевський на сенатському засіданні (2012)

З 1990 року Ян Рулевський примикає до праволіберальних політичних сил. Кілька разів обирався до сейму Польщі. Перебував у комітетах з соціальної політики й у справах сім'ї, був членом Ради з охорони праці.
Брав участь у діяльності Демократичної унії, Унії свободи (UD, UW, лідер — Тадеуш Мазовецький), потім Виборчої акції «Солідарність» (AWS, лідер Мар'ян Кшаклевський). Зіграв помітну роль у формуванні уряду Ганни Сухоцької у 1993 році, але міністерських постів не обіймав. У 2003 році Рулевський взяв участь у створенні соціально-консервативної партії Збіґнєва Ромашевського Суверенітет-Праця-Справедливість (SPS), обіймав у ній посаду віцеголови (поряд зі Стефаном Неселовським).
Рулевський балотувався у мери Бидгоща на виборах 2006 року. Кампанія велася в епатажному стилі та супроводжувалася скандалами. Прокуратура Бидгоща звинуватила кандидата та його дружину у порушенні правил агітації (домашнє ксерокопіювання листівок на приватній оргтехніці) та влаштувала обшук у їхньому будинку. За підсумками виборів Ян Рулевський посів шосте місце.
З 2007 року Ян Рулевський був політиком Громадянської платформи (ГП). Як кандидат ГП його обрали в сенат, переобраний у 2011 і потім у 2015 році. Як сенатор спеціалізувався на соціально-трудовій, сімейній та правозахисній проблематиці. Перебував у комітетах з соціальної політики, у справах сім'ї, з науки, освіти та спорту, з прав людини та верховенства закону, у низці спеціальних комісій. Активно підтримував Дональда Туска, але згодом відносини між ними ускладнилися через розбіжності щодо соціальної політики.
У 2013 році до Рулевського як сенатора-правозахисника зверталася навіть група колишніх офіцерів держбезпеки ПНР, незадоволених тим, що їх оголошують «єдиними винуватцями комуністичного зла». У зв'язку з цим Рулевський зазначав, що колишні функціонери комуністичної держбезпеки користуються заступництвом партії СДЛС (колишня ПОРП).
На президентських виборах 2015 року Ян Рулевський підтримував Броніслава Коморовського.

#### Соціальні пріоритети
Загалом Ян Рулевський стоїть на позиціях соціального лібералізму. З позицій профспілкового діяча критикує соціальну політику влади, особливо засуджує різку диференціацію доходів. Висловлював розуміння акцій «Солідарності» 2010-х років (зокрема, залізничним страйкам). На знак протесту проти антисоціальної, на його погляд, позиції більшості сенаторів у 2012 році Рулевський вийшов з сенатського комітету у справах сім'ї та соціальної політики. Попри ліберальні погляди, Рулевський прагне підвищення податків для державної фінансової підтримки багатодітних сімей.
Восени 2014 року Рулевський виступав проти кандидатури Еви Копач на пост прем'єр-міністра Польщі та засудив рішення Дональда Туска обійняти посаду голови Європейської ради, коли «у Польщі стільки невирішених проблем — низькі пенсії, дорогі ліки». При цьому Рулевський зазначив, що «Туск в еміграції отримуватиме хорошу пенсію».
При цьому у сфері соціально-побутової та культурної політики Рулевський займає консервативніші позиції. Так, на початку 2015 року він не підтримав законопроєкт про ратифікацію Конвенції Ради Європи про запобігання та боротьбу з домашнім насильством щодо жінок. На думку Рулевського, законодавче регулювання таких питань означає ідеологізоване втручання у сімейне життя та не сприяє реальній боротьбі з побутовим насильством (позиція, подібна до установ костелу). Водночас Рулевський наголосив на необхідності повної рівноправності жінок у соціальній й економічній сферах — питаннях працевлаштування, заробітної плати, недопущення примусової проституції тощо.
Попри тривалу приналежність до праволіберальної Громадянської платформи, соціальні позиції Яна Рулевського, його ідейні принципи та розуміння національної історії у багатьох випадках ближчі до правоконсервативної партії Право і справедливість (ПіС). Цю партію підтримує сучасна профспілка «Солідарність». Їх об'єднує непримиренний антикомунізм. Однак Рулевський різко критикує ПіС за конкретну політику Ярослава Качинського — авторитарний стиль правління, жорсткий консерватизм в ідеології та культурі. Розглядає партію Качинського як свого політичного супротивника.

### Зовнішньополітичні виступи
У міжнародних питаннях Ян Рулевський виступає як прихильник консолідації Європи у конкуренції зі США та РФ, максимального розвитку європейської ідентичності за суворого дотримання польських національних особливостей і державного суверенітету.
У 2010 році, напередодні візиту до Польщі президента Росії Дмитра Медведєва, Ян Рулевський протестував проти участі Войцеха Ярузельського у підготовці цього заходу. Залучення Ярузельського до засідання Ради національної безпеки Польщі Рулевський вважав за помилку президента Коморовського.
Того ж року Ян і Катажина Рулевські взяли роль організаторів участі у берлінській церемонії нагородження дисидента-політемігранта Едварда Климчака орденом «За заслуги перед Польщею».
Рулевський в принципі підтримав Євромайдан й Українську революцію 2014 року (як раніше — «помаранчевий Майдан»), але висловлював серйозне занепокоєння за долю українських поляків у світлі збройного насильства в країні та різкого піднесення націоналізму. Він вимагав від нової української влади сприяти репатріації охочих до Польщі. Позиція Рулевського багато у чому викликає невдоволення українських націоналістів. У липні 2016 року сенатор Рулевський відвідав Одесу у складі офіційної делегації та був блокований у готелі активістами Автомайдану.
У травні 2015 року сенатор Рулевський критично відгукнувся про закон, який встановив святкування 8 травня Національного дня перемоги (замість попереднього Дня перемоги та свободи 9 травня). На його думку, нове формулювання має «надто місцевий» характер, дистанціює Польщу від «союзницького світу».

### Протести 2017 року
У липні 2017 року Ян Рулевський брав активну участь у протестах проти судової реформи, ініційованої Ярославом Качинським, консервативним урядом ПіС і президентом Анджеєм Дудою. Він рішуче виступив за збереження порядку обрання суддів вищих інстанцій самою суддівською спільнотою в особі Національної судової ради проти передачі цієї прерогативи сейму та міністерству юстиції. При цьому він зазначав, що Громадянська платформа мала значний вплив у польській судовій системі.
На засідання сенату 20 липня 2017 року Ян Рулевський з'явився у своїй старій тюремній робі. Тим самим він висловив думку, що урядові законопроєкти про судову реформу відроджують часи диктатури, подібної до колишньої ПНР. 12 грудня 2017 року він з'явився на засідання в масці з давньогрецької трагедії з квітами польського прапора. Виступав сенатор, не знімаючи маски, попри прохання віцемаршала Марії Коц «не влаштовувати у сенаті цирку». Він наголосив, що у грудневі дні поляки згадують воєнний стан з почуттям відчаю від «ухвалення законів, подібних до тогочасних». Він також розгорнув картонний банер з карикатурою на сенатора від ПіС Станіслава Пйотровича — прокурора часів ПНР, учасника політичних репресій. Такі акції характерні для Яна Рулевського.

### Розрив з Громадянською платформою
26 серпня 2017 року Ян Рулевський заявив про намір вийти з парламентського клубу Громадянської платформи (членом партії він не був і раніше). Він мотивував це «атмосферою безтурботності» у партії, внутрішньопартійною «інформаційною блокадою», блокуванням його законодавчих ініціатив, переважно соціальних, і «неповагою до виконаної роботи». Йшлося, зокрема, про відмову у публікації його текстів у партійному бюлетені.
Про вихід з клубу Рулевський оголосив 12 квітня 2019 року. Своє рішення він пояснив «зсувом партії вліво у світогляді, вірі, історичній політиці». Конкретно ця тенденція виявилася у включенні до виборчих списків Громадянської платформи колишніх великих функціонерів ПОРП — Александра Квасневського, Лешека Міллера, Влодзімежа Цімошевича і навіть Януша Земке, який був секретарем з пропаганди Бидгощского воєводського комітету ПОРП під час подій 1981 року.
Голова сенатського клубу Громадянської платформи Богдан Кліх висловився у тому плані, що Рулевський «має право на політичний відпочинок після героїчних часів у „Солідарності“ та багатьох років парламентської діяльності». Повне розуміння рішення Рулевського висловили представники партії «Право та справедливість», зокрема депутат Європарламенту Ришард Чарнецький.

## Відхід з політики
На парламентських виборах 13 жовтня 2019 року Ян Рулевський — вперше з 1991 року — не балотувався ні до сейму, ні до сенату. Сенатором від його колишнього округу обрано представника ГП Кшиштофа Брейзу.
Про свій намір завершити політичну діяльність Ян Рулевський повідомив заздалегідь. Він зазначив, що є прихильником певних цінностей і не приймає відступу від них задля досягнення миттєвих політичних цілей. Водночас він висловив сподівання, що «нове покоління, яке виросло в останні 30 років, має досвід, необхідний для нової Речі Посполитої». Ян Рулевський залишається членом профспілки «Солідарність».
Восени 2020 року Ян Рулевський висловився щодо масових протестів проти посилення законодавства про аборти. Загалом він зайняв консервативно-католицьку позицію, підтримав традиційні уявлення про шлюб і сім'ю, негативно оцінив «абсолютне право на аборт» і «виняткову відкритість жінок, яка перевершує уявлення про інтимність почуттів». Він засудив зневагу протестувальників до християнських символів і пам'яті Івана Павла II. Однак Рулевський висловив розуміння антиурядових виступів у суто політичній частині, різко критикував «авторитарний та антидемократичний» курс Ярослава Качинського, його орієнтацію на Віктора Орбана.

## Виступи у російській пресі
Інтерв'ю Яна Рулевського двічі публікувалися у російському виданні «Новая газета». У квітні 2016 року він розповів про Бидгощські події 1981 року — 35-річчя яких відзначалося тоді у Польщі — навів кілька цікавих подробиць. Він висловив також своє розуміння ситуацій у Росії та Україні. На думку Рулевського, «в обох країнах перетворення здійснювали або партійні функціонери, або технократи», які «заглушили національне пробудження, вихолостили віру в національні сили». Водночас він високо оцінив потенційні шанси українських реформ. Росію польський сенатор назвав «цивілізаційною силою Європи, яка потрібна Європі — але без наддержавної політики, що продовжує Ялту».
У вересні 2019 року Рулевський знову виклав «Новій газеті» своє бачення польської історії 1980 років, свої антикомуністичні й антисоціалістичні переконання. Загалом він однозначно позитивно оцінює зміни, які відбулися в країні. Рулевський висловився за ліберальні цінності та принципи народного самоврядування, описав свої принципові розбіжності з керівництвом Громадянської платформи (союз з колишніми комуністами) та з Ярославом Качинським (авторитарна централізація). При цьому Рулевський зазначив, що «Качинському потрібна влада централізована, авторитарна, але президентська, тоді як Путіну потрібна царська влада — і це далеко не одне й те саме». Намір піти з політики він пояснив об'єктивним закінченням свого політичного часу — оскільки «пішла колишня спайка, на якій трималася боротьба „Солідарності“».
У грудні 2021 року «Нова газета» опублікувала статтю Рулевського до 40-ї річниці воєнного стану. Події грудня 1981 року він схарактеризував як «польсько-ярузельську війну», розв'язану керівництвом ПОРП за підтримки КПРС.
Інтерв'ю з Яном Рулевським розмістив у 2019 році інтернет-портал «Конкретно. ру». Він висловився, зокрема, на захист Леха Валенси від звинувачень у співпраці з держбезпекою (хоча не заперечував їхньої обґрунтованості) та засудив знесення радянських пам'яток у Польщі. Торкаючись геополітичної проблематики та польсько-російських відносин, Рулевський висловив упевненість, що «У Путіна не вистачить грошей на завоювання Польщі».
Авторські статті Рулевського кілька разів публікувалися на ресурсі «В кризис.ру» — про протести 2020 року, про 40-річчя I з'їзду «Солідарності», про смерть Анджея Розплоховського. У січні 2022 року там же опубліковано ініційовану Рулевським заяву на підтримку Міжнародного товариства «Меморіал», оголошеного «іноземним агентом» і ліквідованого рішенням Верховного суду РФ. Серед підписантів такі відомі діячі, як Збігнєв Буяк, Януш Онишкевич, Олександр Скобов.

## Робота, сім'я, традиція
Ян Рулевський відомий також як інженер (має патенти на технології виробництва велосипедів) і бізнесмен (організував у Бидгощі фірму з ремонту оргтехніки).
Одружений з Катажиною Шотт-Рулевською, має сина Яна Павла і доньку Ханю.
Катажина Рулевська — громадянська активістка, виступає у політиці разом з чоловіком. Брала участь у липневих протестах у Бидгощі проти планів судової реформи, давала коментарі російському виданню.
|                       | Демонстрації продовжуватимуться. На вулицях, особливо у Варшаві, багато енергійної молоді. Але протест мирний, інцидентів немає, поліція не виявляє жорстокості. Однак ПіС йде паровим катком, ні на що не звертаючи уваги. Що далі? Побачимо. Для чого це робиться? Відповідь знає одна людина — Ярослав Качинський. |
| — Катажина Рулевська, | |

19 березня 2021 року Ян Рулевський виступав на урочистому засіданні 40-річного ювілею Бидгощського березня. Серед присутніх президент Анджей Дуда та прем'єр-міністр Матеуш Моравецький. Ювілейні ухвали з подякою учасникам акту опору комуністичному уряду прийняли Сейм і Сенат. Месу у Бидгощському кафедральному соборі відправив єпископ Ян Тирава. У вересні 2021 року Ян Рулевський брав активну участь у святкуванні 40-річного ювілею I з'їзду «Солідарності».

## Нагороди
- Великий хрест ордена Відродження Польщі (2021)[73]
- Командор ордена Відродження Польщі (28 серпня 2006 року)[74].
- Кавалер ордена Відродження Польщі (1990)[75].
- Хрест Свободи та Солідарності (2015)[76].